# ويندي والش
ويندي والش هي صحفية كندية، ولدت في 30 أبريل 1962 في History of Halifax, Nova Scotia ‏ في كندا.